# Jaguar Mark IV
La Jaguar Mark IV est une gamme d'automobiles construites par Jaguar Cars de 1945 à 1949. Les voitures ont été commercialisées sous les noms Jaguar 1½ litre, Jaguar 2 ½ litre et Jaguar 3 ½ litre, le nom Mark IV étant appliqué rétrospectivement pour séparer ce modèle du successeur Mark V.
La gamme est un retour à la production des modèles SS Jaguar 1½ litre, 2½ litres et 3½ produits par SS Cars de 1935 à 1940. Avant la Seconde Guerre mondiale le nom de modèle "Jaguar" a été donné à toutes les voitures de la gamme construite par SS Cars Ltd, les berlines étant nommées SS Jaguar 1½ litre, 2½ litres ou 3½ litres, et les voitures de sport deux places Jaguar SS 100 2 ½ litres ou 3½ litres. En mars 1945, le nom de la société SS Cars Ltd est changé en Jaguar Cars Ltd.
Toutes les Mark IV ont été construites sur un châssis séparé avec suspension par ressorts à lames semi-elliptiques sur les essieux rigides avant et à arrière.

## SSJaguaret Jaguar 1½ Litre
Le plus petit modèle de la gamme avait à l'origine un moteur Standard à soupapes latérales de 1.608 cm³, mais à partir de 1938 il est remplacé par un 1.776 cm³ à soupapes en tête, toujours fabriqué par Standard, qui a également fourni les boîtes à quatre vitesses manuelles.

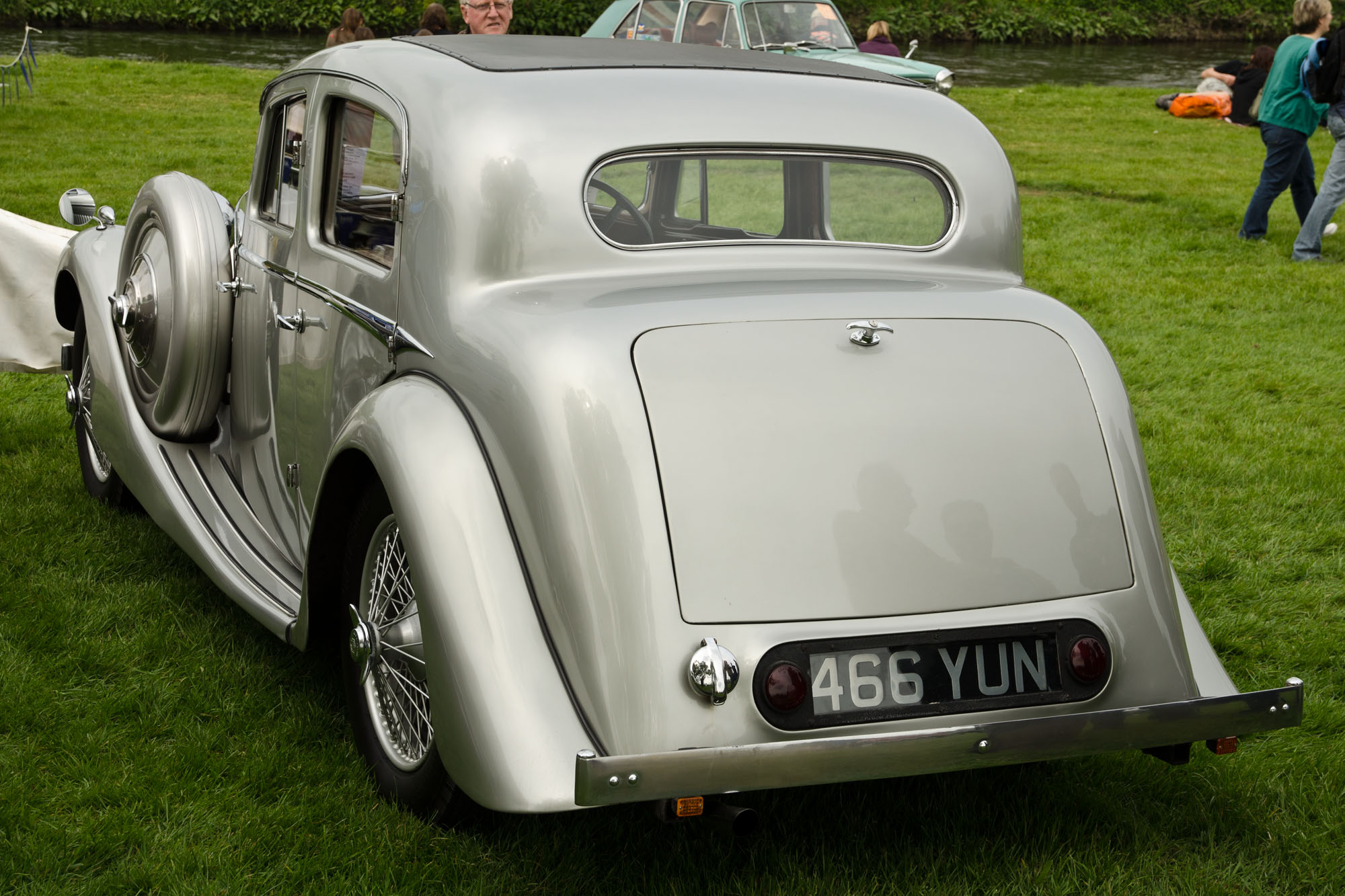
Berline sport SS Jaguar de 1937

Avant-guerre, la voiture était disponible en berline ou coupé décapotable, mais après la guerre seul le modèle fermé est produit. Jusqu'en 1938, la construction de la carrosserie sur tous les modèles se faisait traditionnellement en tôles d'acier sur cadres de bois, pour passer au tout-en-acier, tôles embouties, en 1938. La performance n'était pas un point fort, mais 113 km/h étaient possibles. La voiture a les mêmes dimensions de cabine et un intérieur bien fini, tout comme ses grandes sœurs.
En dépit de son manque de performance, un rapport de l'époque, comparant le 4-cylindres de 1½ litre avec les 6 cylindres de la marque, a estimé que le plus petit moteur de la version de la voiture était "comme c'est souvent le cas ... la voiture la plus douce" avec une "vitesse de croisière de grosse voiture vers 95 km/h".
Les freins à commande mécanique sont équipés d'un système Girling.

## SSJaguaret Jaguar 2 ½ Litre
Le moteur est toujours fourni par Standard, mais la culasse retravaillée par SS lui permet maintenant de donner 105 ch. Contrairement à la 1½ Litre, il y eut quelques décapotables produites après-guerre.
Le châssis de 3.022 mm passe à 3.048 mm en 1938. La longueur supplémentaire de la 1½ Litre permet d'adapter le moteur six cylindres sans modifier l'espace passagers.

## SSJaguaret Jaguar 3 ½ Litre
La 3 ½ Litre, présentée en 1938, était essentiellement la même carrosserie et châssis que les 2½ Litre, mais le moteur de plus de 125 cv  donne de meilleures performances, au détriment de l'économie. Le rapport de pont arrière passe à 4,25:1 au lieu des 4,5:1 sur la 2½ Litre.

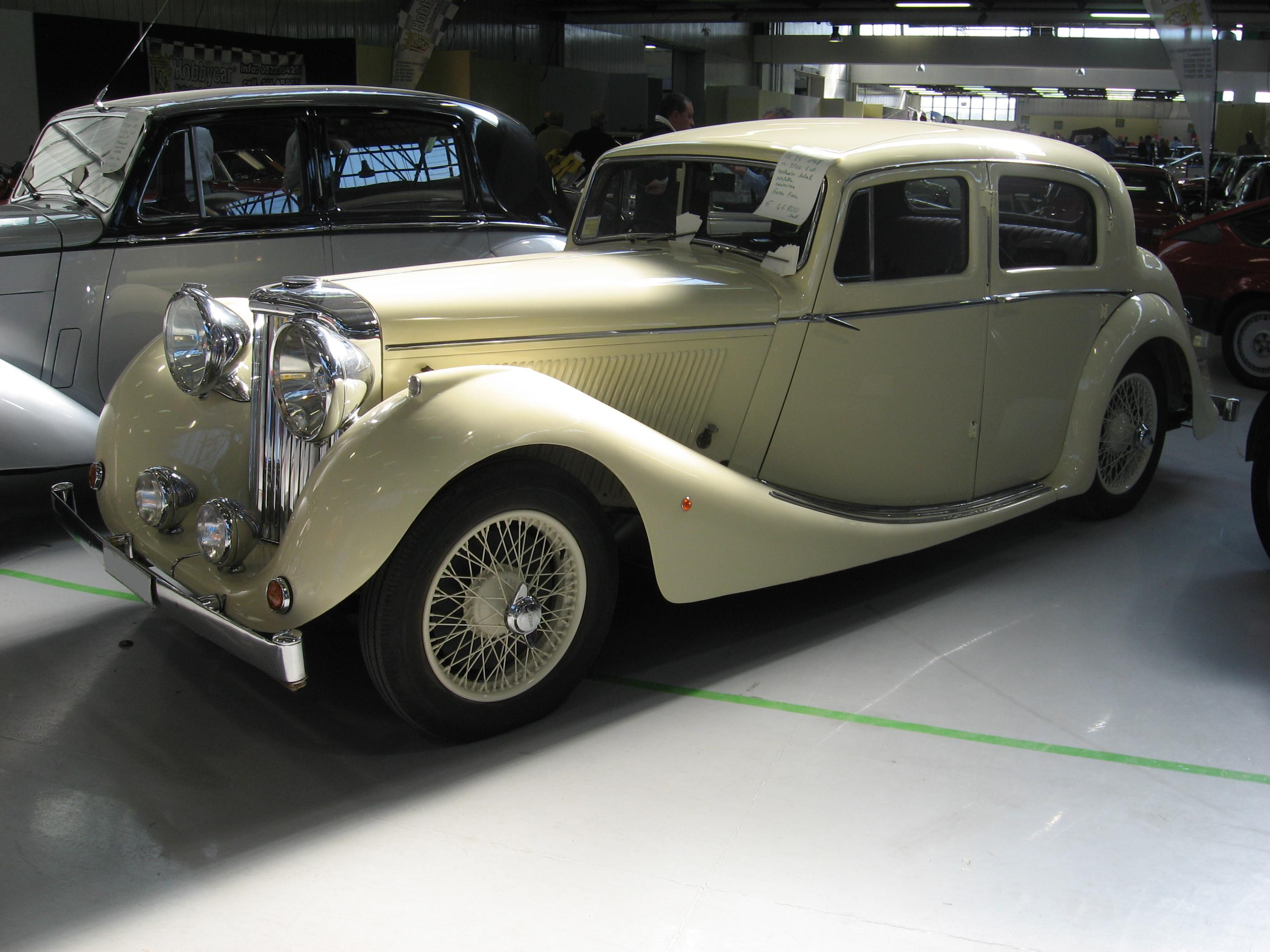
SS Jaguar berline sportive
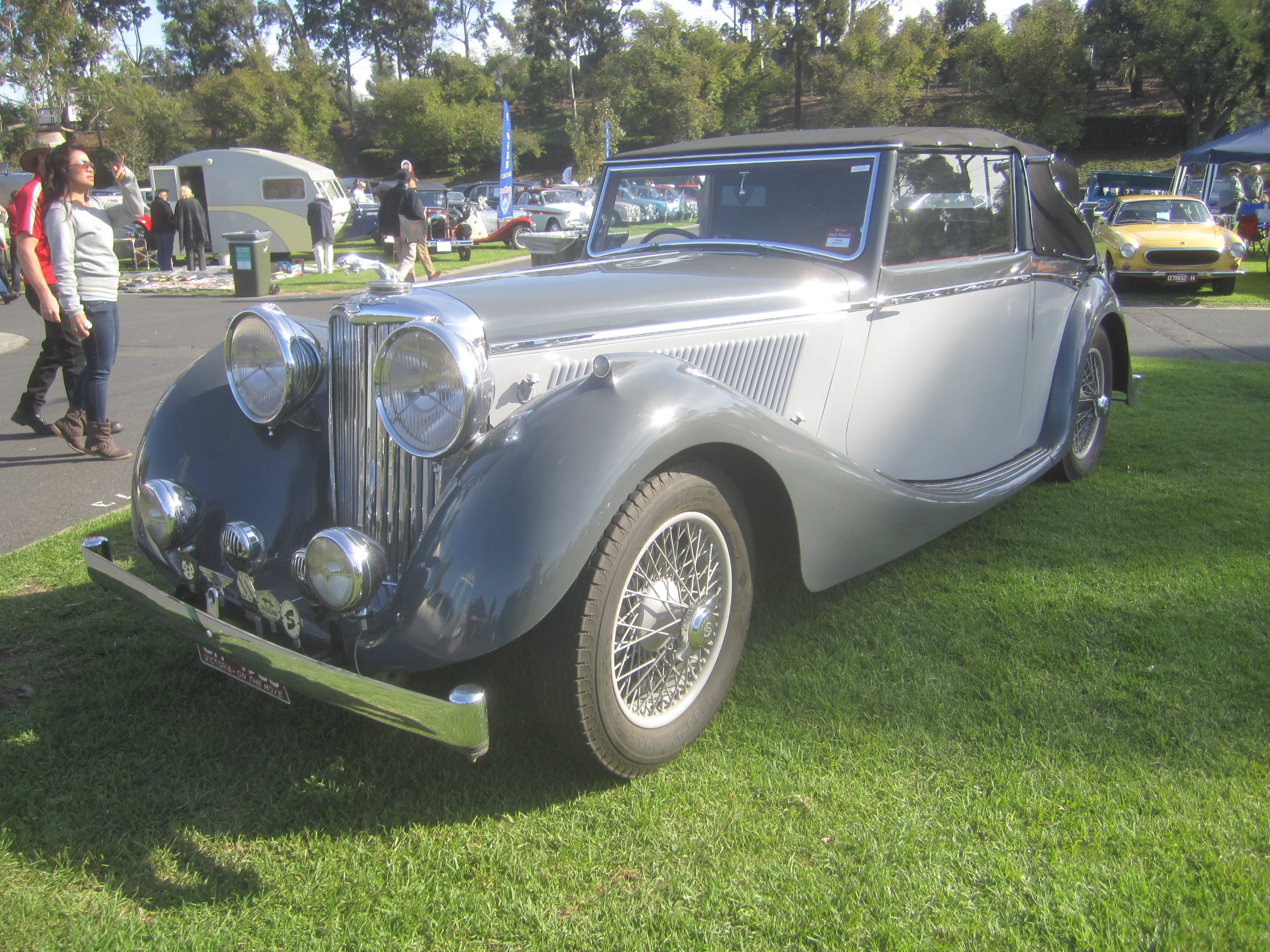
SS Jaguar coupé décapotable 1940

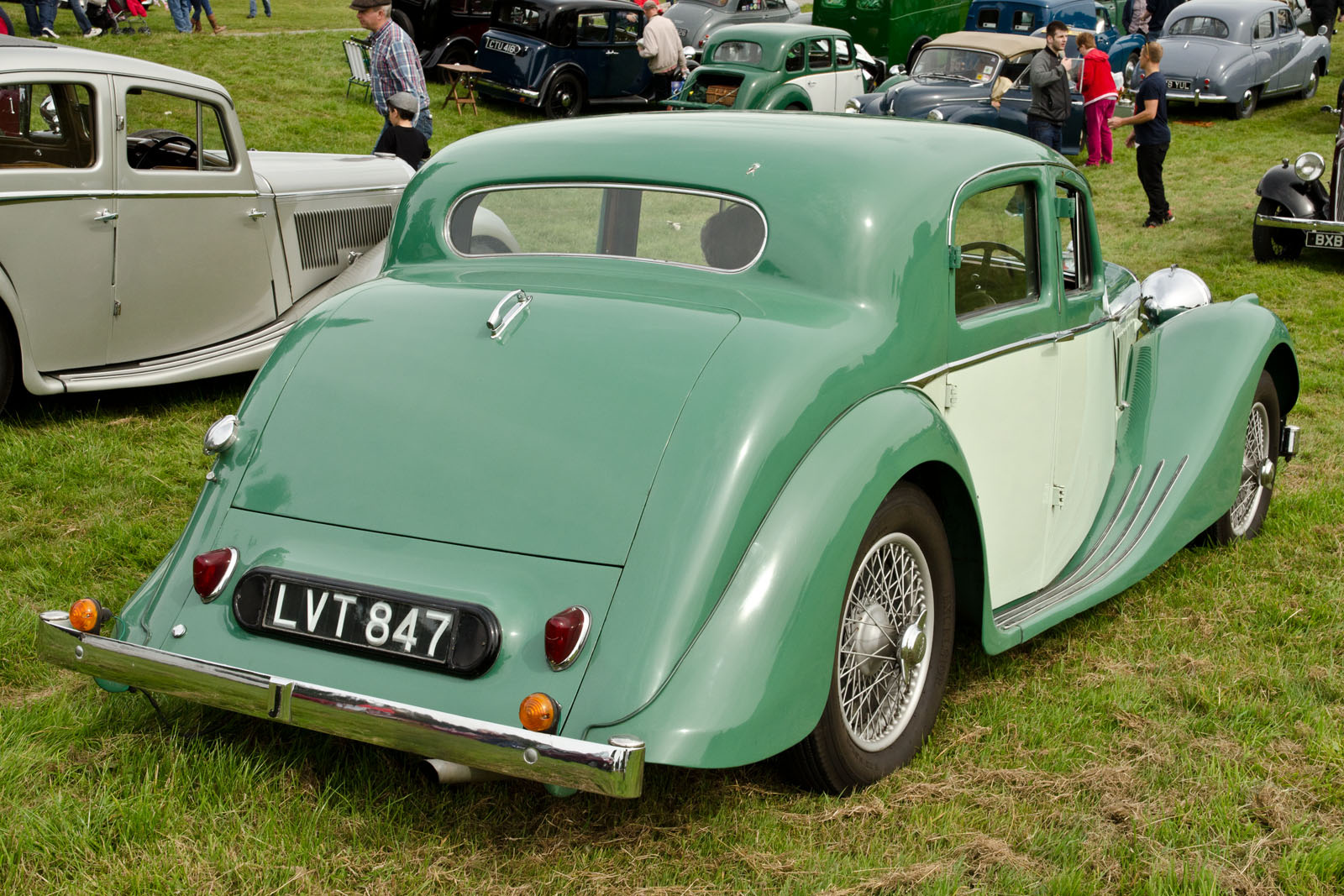
Jaguar berline sport de 1948
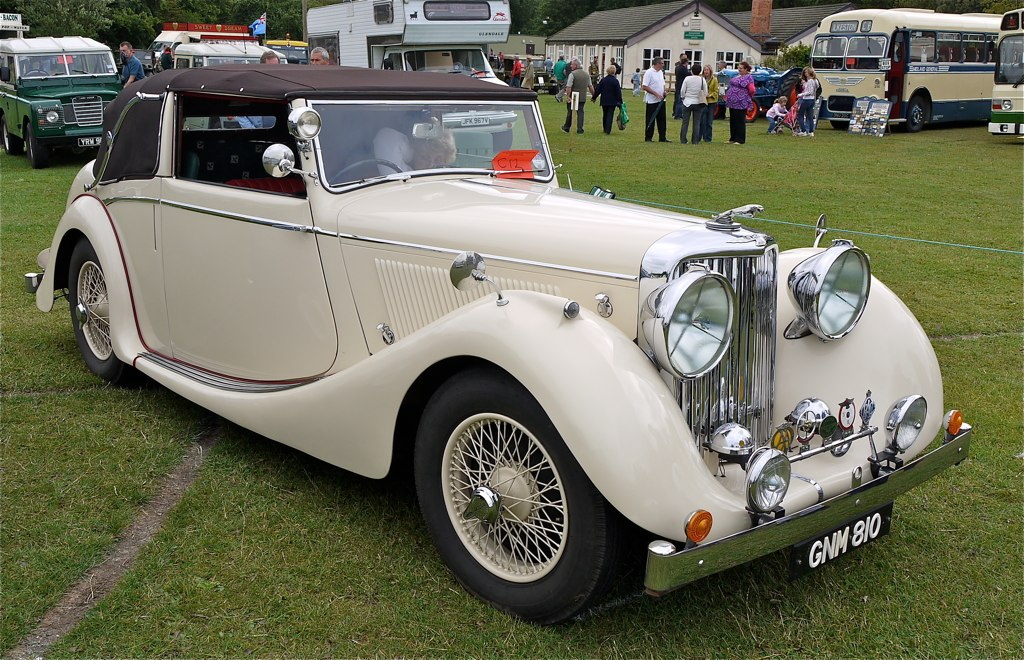
Jaguar coupé décapotable 1948